# Aspect affixal
Un aspect affixal est un aspect qu'on peut déterminer par ses affixes et non par des éléments plus lexicaux et moins liés au verbe tels qu'auxiliaires, adverbes, etc.
C'est une catégorie verbale présente chez Marc Wilmet. Elle lui permet d'inclure dans les marques aspectuelles toutes les terminaisons verbales, alors considérées comme des suffixes (ainsi l'aspect sécant est-il un aspect affixal).

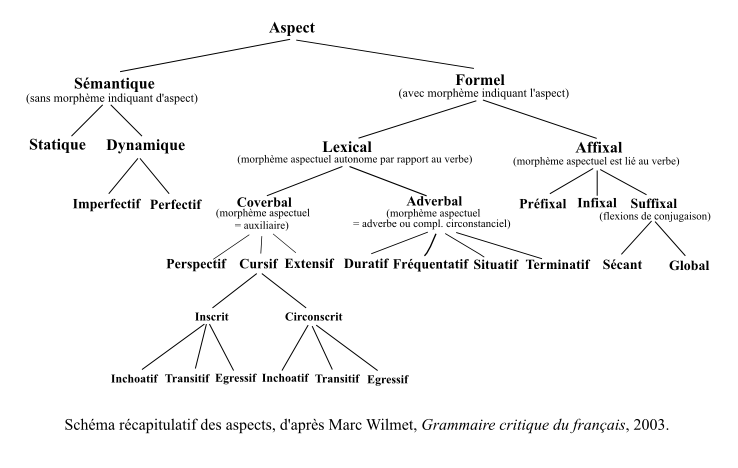
Les aspects selon Marc Wilmet.